# Ibanet Panades

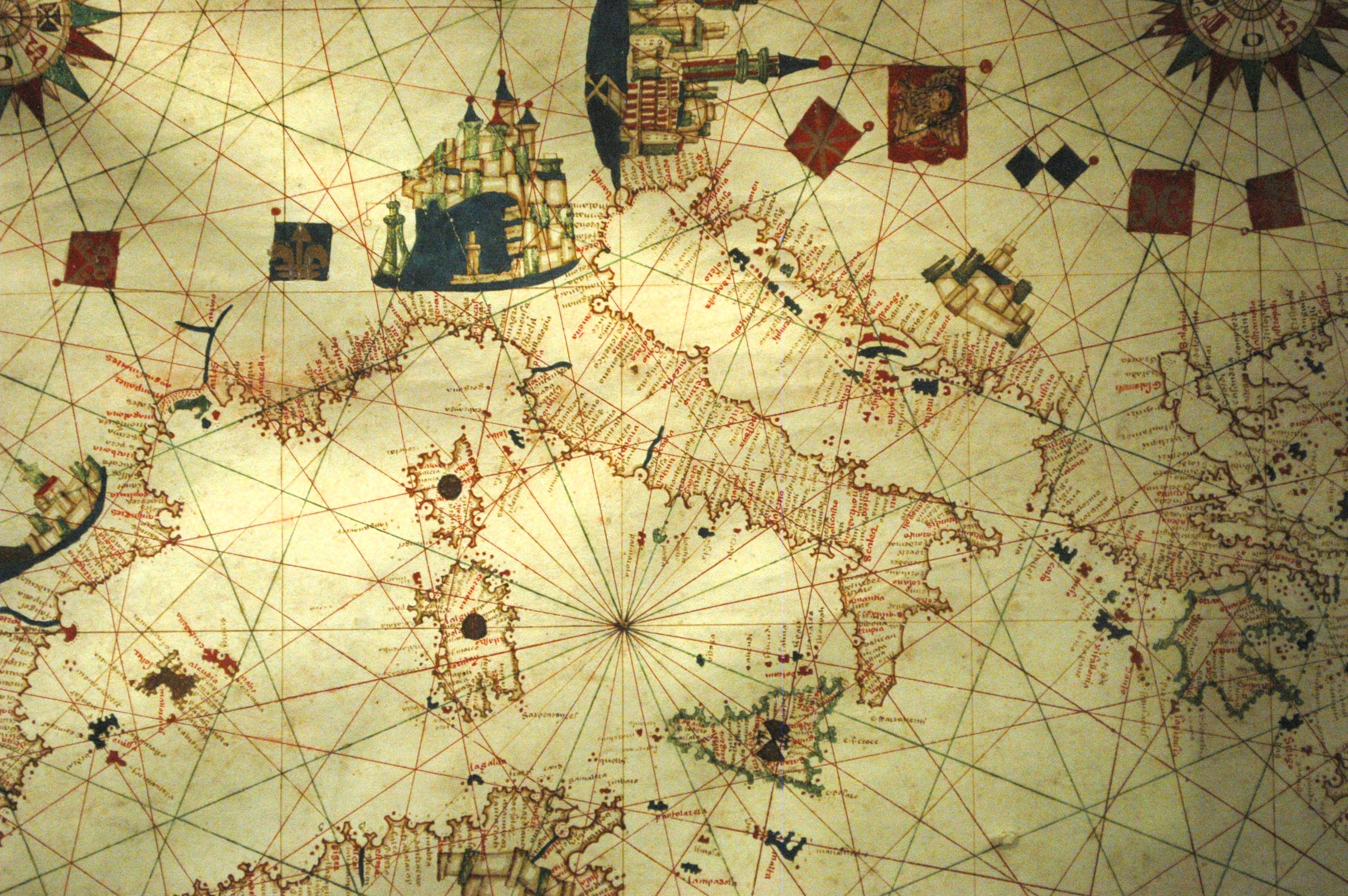
Carta nautica del Mediterraneo di Ibanet Panadés. Pergamena miniata realizzata a Messina nel 1557 e conservata al Galata Museo del Mare di Genova

Ibanet Panades (Maiorca, ... – ...; fl. XVI secolo) è stato un cartografo spagnolo.
Era noto anche come Banet Panadès.

## Biografia
Di origine maiorchina, Panades fu un cartografo della scuola cartografica dell'isola balearica, attivo in Sicilia intorno alla seconda metà del XVI secolo.
Del Panades sono pervenute due mappe realizzate tra Palermo (datata 1556) e Messina (datata 1557), ed entrambe rappresentano il bacino del Mediterraneo, il mar Nero e la parte più prossima alle coste europee dell'oceano Atlantico.